# Southern Astrophysical Research Telescope
Pour les articles homonymes, voir Soar.
Le télescope SOAR (en anglais : Southern Astrophysical Research Telescope) est un télescope moderne de 4,1 m qui travaille en lumière visible et en infrarouge. Il est situé sur le Cerro Pachón, au Chili. Il est contrôlé par un consortium qui inclut le Brésil, l'université d'État du Michigan, le NOIRLab des États-Unis et l'université de Caroline du Nord à Chapel Hill.
Les propositions de construction débutèrent en 1985, motivées par l'Université de Caroline du Nord. La préparation du site débuta en septembre 1998. L'accord entre les différents partenaires fut signé en janvier 1999. Les miroirs furent installés en février 2004 et inaugurés le 17 avril 2004.

## Source
- (en) Cet article est partiellement ou en totalité issu de l’article de Wikipédia en anglais intitulé « Southern Astrophysical Research Telescope » (voir la liste des auteurs).